# Torneo Argentino B 2009-10
El Torneo Argentino B 2009-10 fue la decimoquinta edición del torneo, correspondiente a la cuarta división del fútbol argentino, se dividió en dos torneos (Apertura 2009 y Clausura 2010) y una fase final. En el apertura y el clausura, participaron cuarenta y ocho equipos, divididos en siete zonas de siete participantes y una de seis. Ya sabidos los ascensos directos, restan saberse los resultados de las promociones, tanto de ascenso como de descenso.
En el torneo se dio un hecho inédito, cuando el 20 de diciembre de 2009, General Paz Juniors venció por 21 a 20 en los tiros desde el punto penal a Juventud Alianza por la etapa final del Torneo Apertura, siendo al día la tanda de penales más extensa de la historia, superando la anterior marca ocurrida en la Primera División 1988/89.

## Equipos participantes
| Zona   | Club                         | Ciudad                              | Provincia    | Liga de Origen                               |
| ------ | ---------------------------- | ----------------------------------- | ------------ | -------------------------------------------- |
| Zona 1 | Atlético Huracán             | Comodoro Rivadavia                  | Chubut       | Liga de fútbol de Comodoro Rivadavia         |
| Zona 1 | Independiente                | Neuquén                             | Neuquén      | Liga de fútbol del Neuquén                   |
| Zona 1 | Boca Juniors                 | Río Gallegos                        | Santa Cruz   | Liga de fútbol Sur (Río Gallegos)            |
| Zona 1 | Deportivo Madryn             | Puerto Madryn                       | Chubut       | Liga de fútbol Valle del Chubut (Trelew)     |
| Zona 1 | Deportivo Roca               | General Roca                        | Río Negro    | Liga Deportiva Confluencia                   |
| Zona 1 | Cruz del Sur                 | Ñirihuau                            | Río Negro    | Liga de fútbol de Bariloche                  |
| Zona 2 | Racing                       | Olavarría                           | Buenos Aires | Liga de fútbol de Olavarría                  |
| Zona 2 | Bella Vista                  | Bahía Blanca                        | Buenos Aires | Liga del Sur (Bahía Blanca)                  |
| Zona 2 | Grupo Universitario          | Tandil                              | Buenos Aires | Liga Tandilense de fútbol                    |
| Zona 2 | Liniers                      | Bahía Blanca                        | Buenos Aires | Liga del Sur (Bahía Blanca)                  |
| Zona 2 | Independiente                | Tandil                              | Buenos Aires | Liga Tandilense de fútbol                    |
| Zona 2 | Alvarado                     | Mar del Plata                       | Buenos Aires | Liga Marplatense de fútbol                   |
| Zona 2 | Ferro Carril Sud             | Olavarría                           | Buenos Aires | Liga de fútbol de Olavarría                  |
| Zona 3 | Sportivo Las Parejas         | Las Parejas                         | Santa Fe     | Liga Cañadense de fútbol                     |
| Zona 3 | Douglas Haig                 | Pergamino                           | Buenos Aires | Liga de fútbol Pergamino                     |
| Zona 3 | La Emilia                    | La Emilia                           | Buenos Aires | Liga Nicoleña de fútbol                      |
| Zona 3 | El Linqueño                  | Lincoln                             | Buenos Aires | Liga Amateur de Deportes (Lincoln)           |
| Zona 3 | Defensores de Belgrano       | Villa Ramallo                       | Buenos Aires | Liga Nicoleña de fútbol                      |
| Zona 3 | Defensores de Salto          | Salto                               | Buenos Aires | Liga de fútbol de Salto                      |
| Zona 3 | Real Arroyo Seco             | Arroyo Seco                         | Santa Fe     | Liga de Fútbol Regional del Sud              |
| Zona 4 | Atlético San Jorge           | San Jorge                           | Santa Fe     | Liga Departamental de fútbol San Martín      |
| Zona 4 | Guaraní Antonio Franco       | Posadas                             | Misiones     | Liga Posadeña de fútbol                      |
| Zona 4 | Sportivo Patria              | Formosa                             | Formosa      | Liga Formoseña de fútbol                     |
| Zona 4 | Chaco For Ever               | Resistencia                         | Chaco        | Liga Chaqueña de fútbol                      |
| Zona 4 | Juventud Unida               | Gualeguaychú                        | Entre Ríos   | Liga Departamental de fútbol de Gualeguaychú |
| Zona 4 | Atlético Colegiales          | Concordia                           | Entre Ríos   | Liga Concordiense de fútbol                  |
| Zona 4 | Textil Mandiyú               | Corrientes                          | Corrientes   | Liga Correntina de fútbol                    |
| Zona 5 | Central Norte                | Salta                               | Salta        | Liga Salteña de fútbol                       |
| Zona 5 | Gimnasia y Tiro              | Salta                               | Salta        | Liga Salteña de fútbol                       |
| Zona 5 | Atlético Famaillá            | Famaillá                            | Tucumán      | Liga Tucumana de Fútbol                      |
| Zona 5 | Concepción FC                | Concepción                          | Tucumán      | Liga Tucumana de Fútbol                      |
| Zona 5 | Talleres                     | Ciudad Perico                       | Jujuy        | Liga Jujeña de Fútbol                        |
| Zona 5 | Atlético Concepción          | Banda del Río Salí                  | Tucumán      | Liga Tucumana de Fútbol                      |
| Zona 5 | La Florida                   | La Florida                          | Tucumán      | Liga Tucumana de Fútbol                      |
| Zona 6 | Trinidad                     | Trinidad                            | San Juan     | Liga Sanjuanina de fútbol                    |
| Zona 6 | Juventud Alianza             | Santa Lucía                         | San Juan     | Liga Sanjuanina de fútbol                    |
| Zona 6 | Atenas                       | Río Cuarto                          | Córdoba      | Liga Regional de fútbol de Río Cuarto        |
| Zona 6 | Gimnasia y Esgrima           | Ciudad de Mendoza                   | Mendoza      | Liga Mendocina de Fútbol                     |
| Zona 6 | Atlético Policial            | San Fernando del Valle de Catamarca | Catamarca    | Liga Catamarqueña de fútbol                  |
| Zona 6 | Tiro Federal                 | Morteros                            | Córdoba      | Liga Regional de Fútbol San Francisco        |
| Zona 6 | Atlético Argentino           | Guaymallén                          | Mendoza      | Liga Mendocina de fútbol                     |
| Zona 7 | San Martín                   | San Martín                          | Mendoza      | Liga Mendocina de fútbol                     |
| Zona 7 | Atlético General Paz Juniors | Córdoba                             | Córdoba      | Liga Cordobesa de fútbol                     |
| Zona 7 | Atlético Unión               | Villa Krause                        | San Juan     | Liga Sanjuanina de fútbol                    |
| Zona 7 | 9 de Julio                   | Morteros                            | Córdoba      | Liga Regional de Fútbol San Francisco        |
| Zona 7 | Luján de Cuyo                | Luján de Cuyo                       | Mendoza      | Liga Mendocina de fútbol                     |
| Zona 7 | Juan Bautista del Bono       | Rivadavia                           | San Juan     | Liga Sanjuanina de fútbol                    |
| Zona 7 | Deportivo Guaymallén         | Rodeo de la Cruz                    | Mendoza      | Liga Mendocina de fútbol                     |

## Torneo Apertura

### Primera fase

#### Zona 1
| Zona 1                       |    |    |    |    |      |
| Equipo                       | PJ | PG | PE | PP | Pts. |
| Huracán (Comodoro Rivadavia) | 10 | 5  | 4  | 1  | 19   |
| Independiente (Neuquén)      | 10 | 4  | 2  | 4  | 14   |
| Deportivo Madryn             | 10 | 4  | 2  | 4  | 14   |
| Boca Río Gallegos            | 10 | 4  | 1  | 5  | 13   |
| Deportivo Roca               | 10 | 3  | 3  | 4  | 12   |
| Cruz del Sur                 | 10 | 2  | 3  | 5  | 9    |

#### Zona 2
| Zona 2                     |    |    |    |    |      |
| Equipo                     | PJ | PG | PE | PP | Pts. |
| Racing (Olavarria)         | 14 | 7  | 4  | 3  | 25   |
| Bella Vista (Bahía Blanca) | 14 | 7  | 3  | 4  | 24   |
| Grupo Universitario        | 14 | 5  | 6  | 3  | 21   |
| Liniers (Bahía Blanca)     | 14 | 5  | 5  | 4  | 20   |
| Independiente (Tandil)     | 14 | 2  | 8  | 4  | 14   |
| Alvarado                   | 14 | 2  | 5  | 7  | 11   |
| Ferro Carril Sud           | 14 | 1  | 6  | 7  | 9    |

#### Zona 3
| Zona 3                 |    |    |    |    |      |
| Equipo                 | PJ | PG | PE | PP | Pts. |
| Sportivo               | 14 | 7  | 6  | 1  | 27   |
| Douglas Haig           | 14 | 6  | 6  | 2  | 24   |
| La Emilia              | 14 | 5  | 6  | 3  | 21   |
| El Linqueño            | 14 | 5  | 6  | 3  | 21   |
| Defensores de Belgrano | 14 | 4  | 6  | 4  | 18   |
| Defensores de Salto    | 14 | 3  | 4  | 7  | 13   |
| Real Arroyo Seco       | 14 | 2  | 3  | 9  | 9    |

#### Zona 4
| Zona 4                 |    |    |    |    |      |
| Equipo                 | PJ | PG | PE | PP | Pts. |
| Atlético San Jorge     | 14 | 8  | 1  | 5  | 25   |
| Guaraní Antonio Franco | 14 | 6  | 7  | 1  | 25   |
| Sportivo Patria        | 14 | 5  | 7  | 2  | 22   |
| Chaco For Ever         | 14 | 6  | 4  | 4  | 22   |
| Juventud Unida         | 14 | 6  | 3  | 5  | 21   |
| Atlético Colegiales    | 14 | 3  | 6  | 5  | 15   |
| Textil Mandiyú         | 14 | 3  | 3  | 8  | 12   |

#### Zona 5
| Zona 5              |    |    |    |    |      |
| Equipo              | PJ | PG | PE | PP | Pts. |
| Central Norte       | 14 | 9  | 4  | 1  | 31   |
| Gimnasia y Tiro     | 14 | 6  | 5  | 3  | 23   |
| Atlético Famaillá   | 14 | 5  | 4  | 5  | 19   |
| Concepción FC       | 14 | 4  | 4  | 6  | 16   |
| Talleres            | 14 | 4  | 3  | 7  | 15   |
| Atlético Concepción | 14 | 3  | 5  | 6  | 14   |
| La Florida          | 14 | 1  | 2  | 11 | 5    |

#### Zona 6
| Zona 6                 |    |    |    |    |      |
| Equipo                 | PJ | PG | PE | PP | Pts. |
| Trinidad               | 14 | 7  | 3  | 4  | 24   |
| Juventud Alianza       | 14 | 7  | 3  | 4  | 24   |
| Atenas                 | 14 | 7  | 2  | 5  | 23   |
| Gimnasia y Esgrima (M) | 14 | 6  | 4  | 4  | 22   |
| Atlético Policial      | 14 | 6  | 3  | 5  | 21   |
| Tiro Federal           | 14 | 3  | 2  | 9  | 11   |
| Atlético Argentino     | 14 | 1  | 4  | 9  | 7    |

| Juv. Alianza     | 1 - 1              | Atl Trinidad     |
| Tiro Federal (M) | 0 - 1              | Atl. Policial    |
| Atenas (RC)      | 1 - 0 (Interzonal) | General Paz Jrs. |
| Gimnasia (M)     | 3 - 1              | Atl. Argentino   |

| Atl. Trinidad  | 2 - 1              | Gimnasia (M)     |
| 9 de Julio (M) | 2 - 0 (Interzonal) | Tiro Federal (M) |
| Atl. Policial  | 0 - 1              | Juv. Alianza     |
| Atl. Argentino | 1 - 2              | Atenas (RC)      |

| Atl. Argentino   | 0 - 1 (Interzonal) | San Martín (M) |
| Atenas (RC)      | 5 - 1              | Atl Trinidad   |
| Gimnasia (M)     | 1 - 0              | Atl. Policial  |
| Tiro Federal (M) | 2 - 0              | Juv. Alianza   |

| Tiro Federal (M) | 0 - 0              | Gimnasia (M)   |
| Atl. Trinidad    | 3 - 1              | Atl. Argentino |
| Atl. Policial    | 2 - 0              | Atenas (RC)    |
| Juv. Alianza     | 2 - 0 (Interzonal) | Unión (VK)     |

| Atenas (RC)    | 1 - 1              | Tiro Federal (M) |
| Atl. Trinidad  | 1 - 0 (Interzonal) | Luján de Cuyo    |
| Atl. Argentino | 0 - 0              | Atl. Policial    |
| Gimnasia (M)   | 0 - 0              | Juv. Alianza     |

| Atl. Policial    | 0 - 1              | Atl. Trinidad  |
| Gimnasia (M)     | 0 - 0 (Interzonal) | Guaymallén     |
| Juv. Alianza     | 1 - 0              | Atenas (RC)    |
| Tiro Federal (M) | 1 - 0              | Atl. Argentino |

| Atl. Trinidad     | 1 - 0              | Tiro Federal (M) |
| Atl. Argentino    | 1 - 2              | Juv. Alianza     |
| Sportivo del Bono | 0 - 0 (Interzonal) | Atl. Policial    |
| Atenas (RC)       | 1 - 0              | Gimnasia (M)     |

| Atenas (RC)    | 2 - 2 (Interzonal) | General Paz Jrs. |
| Atl. Argentino | 0 - 0              | Gimnasia (M)     |
| Atl. Trinidad  | 2 - 0              | Juv. Alianza     |
| Atl. Policial  | 2 - 0              | Tiro Federal (M) |

| Juv. Alianza     | 3 - 2              | Atl. Policial  |
| Gimnasia (M)     | 1 - 0              | Atl. Trinidad  |
| Atenas (RC)      | 3 - 2              | Atl. Argentino |
| Tiro Federal (M) | 0 - 1 (Interzonal) | 9 de Julio (M) |

| Atl. Trinidad  | 1 - 0              | Atenas (RC)      |
| Atl. Policial  | 0 - 2              | Gimnasia (M)     |
| Juv. Alianza   | 5 - 2              | Tiro Federal (M) |
| San Martín (M) | 0 - 1 (Interzonal) | Atl. Argentino   |

| Atenas (RC)    | 1 - 2              | Atl. Policial    |
| Gimnasia (M)   | 1 - 0              | Tiro Federal (M) |
| Atl. Argentino | 0 - 0              | Atl. Trinidad    |
| Unión (VK)     | 1 - 0 (Interzonal) | Juv. Alianza     |

| Atl. Policial    | 2 - 1              | Atl. Argentino |
| Tiro Federal (M) | 0 - 2              | Atenas (RC)    |
| Juv. Alianza     | 3 - 2              | Gimnasia (M)   |
| Luján de Cuyo    | 2 - 1 (Interzonal) | Atl. Trinidad  |

| Atenas (RC)    | 3 - 0              | Juv. Alianza     |
| Atl. Argentino | 2 - 1              | Tiro Federal (M) |
| Atl. Trinidad  | 0 - 0              | Atl. Policial    |
| Guaymallén     | 0 - 1 (Interzonal) | Gimnasia (M)     |

| Atl. Policial    | 4 - 2 (Interzonal) | Sportivo del Bono |
| Tiro Federal (M) | 2 - 1              | Atl. Trinidad     |
| Juv. Alianza     | 0 - 0              | Atl. Argentino    |
| Gimnasia (M)     | 3 - 2              | Atenas (RC)       |

#### Zona 7
| Zona 7                       |    |    |    |    |      |
| Equipo                       | PJ | PG | PE | PP | Pts. |
| San Martín                   | 14 | 6  | 6  | 2  | 24   |
| Atlético General Paz Juniors | 14 | 7  | 2  | 5  | 23   |
| Atlético Unión               | 14 | 7  | 1  | 6  | 22   |
| 9 de Julio                   | 14 | 6  | 4  | 4  | 22   |
| Luján de Cuyo                | 14 | 4  | 5  | 5  | 17   |
| Juan Bautista del Bono       | 14 | 4  | 3  | 7  | 15   |
| Deportivo Guaymallén         | 14 | 2  | 5  | 7  | 11   |

- Referencias: PJ: Partidos jugados, PG: Partidos ganados, PE: Partidos empatados, PP: Partidos perdidos. En verde, equipos clasificados a la Fase Final.

### Segunda fase
| Equipo Local Ida             | Resultado     | Equipo Visitante Ida   | Ida | Vuelta |
| ---------------------------- | ------------- | ---------------------- | --- | ------ |
| Independiente (Neuquén)      | 6:6 (p: 2-3)  | Atlético Huracán       | 5:0 | 1:6    |
| La Emilia                    | 3:0           | Racing                 | 3:0 | 0:0    |
| Douglas Haig                 | 3:1           | Bella Vista            | 2:1 | 1:0    |
| Grupo Universitario          | 2:3           | Sportivo Las Parejas   | 2:1 | 0:2    |
| Atlético Famaillá            | 3:0           | Atlético San Jorge     | 2:0 | 1:0    |
| Sportivo Patria              | 1:1(p: 7-6)   | Central Norte          | 1:1 | 0:0    |
| Gimnasia y Tiro              | 5:3           | Guaraní Antonio Franco | 5:2 | 0:1    |
| Atlético Unión               | 0:0(p: 12-11) | Trinidad               | 0:0 | 0:0    |
| Atenas                       | 3:2           | San Martín             | 3:0 | 0:2    |
| Atlético General Paz Juniors | 3:3(p: 21-20) | Juventud Alianza       | 2:1 | 1:2    |

- Los ganadores clasificaron a la Fase final.

### Goleadores
| Jugador              | Jugador          | Goles | Equipo                       |
| -------------------- | ---------------- | ----- | ---------------------------- |
| Bandera de Argentina | Nicolás Gatto    | 10    | Atenas                       |
| Bandera de Argentina | Cristian Taborda | 10    | Deportivo Roca               |
| Bandera de Argentina | Martín Michel    | 9     | Grupo Universitario          |
| Bandera de Argentina | Santiago Sánchez | 8     | 9 de Julio                   |
| Bandera de Argentina | Marco Morinigo   | 8     | Gimnasia y Tiro              |
| Bandera de Argentina | Cristian Carnero | 8     | Atlético General Paz Juniors |
| Bandera de Argentina | Diego Velázquez  | 8     | Sportivo Patria              |

## Torneo Clausura

### Primera fase

#### Zona 1
| Zona 1                  |    |    |    |    |      |
| Equipo                  | PJ | PG | PE | PP | Pts. |
| Deportivo Madryn        | 10 | 6  | 1  | 3  | 19   |
| Deportivo Roca          | 10 | 6  | 1  | 3  | 19   |
| Atlético Huracán        | 10 | 5  | 1  | 4  | 16   |
| Cruz del Sur            | 10 | 4  | 2  | 4  | 14   |
| Boca Juniors            | 10 | 4  | 0  | 6  | 12   |
| Independiente (Neuquén) | 10 | 1  | 3  | 6  | 6    |

#### Zona 2
| Zona 2                 |    |    |    |    |      |
| Equipo                 | PJ | PG | PE | PP | Pts. |
| Racing                 | 14 | 9  | 2  | 3  | 29   |
| Liniers                | 14 | 8  | 2  | 4  | 26   |
| Ferro Carril Sud       | 14 | 7  | 2  | 5  | 23   |
| Bella Vista            | 14 | 5  | 4  | 5  | 19   |
| Grupo Universitario    | 14 | 5  | 2  | 7  | 17   |
| Alvarado               | 14 | 5  | 2  | 7  | 17   |
| Independiente (Tandil) | 14 | 5  | 0  | 9  | 15   |

#### Zona 3
| Zona 3                 |    |    |    |    |      |
| Equipo                 | PJ | PG | PE | PP | Pts. |
| Defensores de Belgrano | 14 | 6  | 4  | 4  | 22   |
| Douglas Haig           | 14 | 5  | 5  | 4  | 20   |
| Sportivo Las Parejas   | 14 | 6  | 2  | 6  | 20   |
| La Emilia              | 13 | 6  | 2  | 5  | 20   |
| El Linqueño            | 14 | 5  | 4  | 5  | 19   |
| Real Arroyo Seco       | 14 | 5  | 2  | 7  | 17   |
| Defensores de Salto    | 14 | 3  | 3  | 8  | 12   |

#### Zona 4
| Zona 4                 |    |    |    |    |      |
| Equipo                 | PJ | PG | PE | PP | Pts. |
| Guaraní Antonio Franco | 14 | 8  | 2  | 4  | 26   |
| Juventud Unida         | 14 | 5  | 5  | 4  | 20   |
| Atlético Colegiales    | 14 | 6  | 2  | 6  | 20   |
| Chaco For Ever         | 14 | 5  | 4  | 5  | 19   |
| Textil Mandiyú         | 14 | 6  | 1  | 7  | 19   |
| Atlético San Jorge     | 14 | 5  | 2  | 7  | 17   |
| Sportivo Patria        | 14 | 3  | 5  | 6  | 14   |

#### Zona 5
| Zona 5              |    |    |    |    |      |
| Equipo              | PJ | PG | PE | PP | Pts. |
| Central Norte       | 14 | 9  | 2  | 3  | 29   |
| Gimnasia y Tiro     | 14 | 7  | 6  | 1  | 27   |
| Talleres            | 14 | 6  | 3  | 5  | 21   |
| Atlético Famaillá   | 14 | 6  | 2  | 6  | 20   |
| Atlético Concepción | 14 | 5  | 1  | 8  | 16   |
| Concepción FC       | 14 | 4  | 2  | 8  | 14   |
| La Florida          | 14 | 3  | 3  | 8  | 12   |

#### Zona 6
| Zona 6                 |    |    |    |    |      |
| Equipo                 | PJ | PG | PE | PP | Pts. |
| Atenas                 | 14 | 8  | 4  | 2  | 28   |
| Trinidad               | 14 | 8  | 2  | 4  | 26   |
| Tiro Federal           | 14 | 6  | 3  | 5  | 21   |
| Juventud Alianza       | 14 | 5  | 4  | 5  | 19   |
| Gimnasia y Esgrima (M) | 14 | 4  | 2  | 8  | 14   |
| Atlético Argentino     | 14 | 3  | 4  | 7  | 13   |
| Atlético Policial      | 14 | 4  | 1  | 9  | 13   |

| Gimnasia (M)     | 1 - 0              | Atl. Argentino   |
| Juv. Alianza     | 1 - 2              | Atl. Trinidad    |
| Tiro Federal (M) | 2 - 0              | General Paz Jrs. |
| General Paz Jrs. | 0 - 0 (Interzonal) | Atenas (RC)      |

| Atl. Policial  | 1 - 0              | Juv. Alianza     |
| Atl. Trinidad  | 4 - 1              | Gimnasia (M)     |
| 9 de Julio (M) | 0 - 2 (Interzonal) | Tiro Federal (M) |
| Atl. Argentino | 1 - 1              | Atenas (RC)      |

| Gimnasia (M)     | 1 - 2              | Atl. Policial  |
| Atl. Argentino   | 2 - 3 (Interzonal) | San Martín (M) |
| Atenas (RC)      | 4 - 0              | Atl. Trinidad  |
| Tiro Federal (M) | 2 - 1              | Juv. Alianza   |

| Tiro Federal (M) | 2 - 1              | Gimnasia (M)   |
| Atl. Policial    | 3 - 3              | Atenas (RC)    |
| Atl. Trinidad    | 2 - 0              | Atl. Argentino |
| Juv. Alianza     | 1 - 1 (Interzonal) | Unión (VK)     |

| Gimnasia (M)   | 2 - 0              | Juv. Alianza     |
| Atl. Trinidad  | 2 - 1 (Interzonal) | Luján de Cuyo    |
| Atl. Argentino | 1 - 0              | Atl. Policial    |
| Atenas (RC)    | 3 - 0              | Tiro Federal (M) |

| Atl. Policial    | 3 - 1              | Atl. Trinidad  |
| Juv. Alianza     | 1 - 0              | Atenas (RC)    |
| Tiro Federal (M) | 1 - 1              | Atl. Argentino |
| Gimnasia (M)     | 0 - 0 (Interzonal) | Guaymallén     |

| Atl. Trinidad     | 3 - 1              | Tiro Federal (M) |
| Sportivo del Bono | 2 - 1 (Interzonal) | Atl. Policial    |
| Atenas (RC)       | 3 - 1              | Gimnasia (M)     |
| Atl. Argentino    | 0 - 0              | Juv. Alianza     |

| Atl. Policial  | 3 - 5              | Tiro Federal (M) |
| Atenas (RC)    | 3 - 0 (Interzonal) | General Paz Jrs. |
| Atl. Argentino | 0 - 2              | Gimansia (M)     |
| Atl. Trinidad  | 1 - 1              | Juv. Alianza     |

| Gimnasia (M)     | 2 - 2              | Atl. Trinidad  |
| Atenas (RC)      | 3 - 0              | Atl. Argentino |
| Juv. Alianza     | 2 - 0              | Atl. Policial  |
| Tiro Federal (M) | 1 - 1 (Interzonal) | 9 de Julio (M) |

| Atl. Trinidad  | 3 - 1 | Atenas (RC)      |
| Atl. Policial  | 1 - 0 | Gimnasia (M)     |
| Juv. Alianza   | 1 - 0 | Tiro Federal (M) |
| San Martín (M) | 1 - 0 | Atl. Argentino   |

| Atl. Argentino | 2 - 1              | Atl. Trinidad    |
| Gimnasia (M)   | 1 - 0              | Tiro Federal (M) |
| Atenas (RC)    | 5 - 0              | Atl. Policial    |
| Unión (VK)     | 1 - 0 (Interzonal) | Juv. Alianza     |

| Atl. Policial    | 1 - 2              | Atl. Argentino |
| Tiro Federal (M) | 0 - 3              | Atenas (RC)    |
| Juv. Alianza     | 2 - 1              | Gimnasia (M)   |
| Luján de Cuyo    | 1 - 2 (Interzonal) | Atl. Trinidad  |

| Atl. Trinidad  | 5 - 1              | Atl. Policial    |
| Guaymallén     | 3 - 0 (Interzonal) | Gimnasia (M)     |
| Atl. Argentino | 1 - 1              | Tiro Federal (M) |
| Atenas (RC)    | 0 - 0              | Juv. Alianza     |

| Atl. Policial    | 1 - 3 (Interzonal) | Sportivo del Bono |
| Tiro Federal (M) | 3 - 0              | Atl. Trinidad     |
| Juv. Alianza     | 4 - 2              | Atl. Argentino    |
| Gimnasia (M)     | 0 - 1              | Atenas (RC)       |

#### Zona 7
| Zona 7                 |    |    |    |    |      |
| Equipo                 | PJ | PG | PE | PP | Pts. |
| San Martín             | 14 | 8  | 5  | 1  | 29   |
| Atlético Unión         | 14 | 8  | 3  | 3  | 27   |
| Deportivo Guaymallén   | 14 | 7  | 4  | 3  | 25   |
| Juan Bautista del Bono | 14 | 6  | 3  | 5  | 21   |
| 9 de Julio             | 14 | 5  | 2  | 7  | 17   |
| General Paz Juniors    | 14 | 4  | 2  | 8  | 14   |
| Luján de Cuyo          | 14 | 2  | 1  | 11 | 7    |

- Referencias: PJ: Partidos jugados, PG: Partidos ganados, PE: Partidos empatados, PP: Partidos perdidos. En verde, equipos clasificados a la Fase Final.

### Segunda fase
| Equipo Local Ida     | Resultado   | Equipo Visitante Ida   | Ida | Vuelta |
| -------------------- | ----------- | ---------------------- | --- | ------ |
| Deportivo Madryn     | 6:0         | Deportivo Roca         | 5:0 | 1:0    |
| Douglas Haig         | 4:3         | Racing                 | 2:1 | 2:2    |
| Sportivo Las Parejas | 3:3(p: 0-3) | Liniers                | 2:1 | 1:2    |
| Ferro Carril Sud     | 3:3(p: 4-2) | Defensores de Belgrano | 2:2 | 1:1    |
| Talleres             | 1:3         | Guaraní Antonio Franco | 1:1 | 0:2    |
| Atlético Colegiales  | 3:3(p: 3-2) | Gimnasia y Tiro        | 1:1 | 2:2    |
| Juventud Unida       | 1:1(p: 2-3) | Central Norte          | 0:0 | 1:1    |
| Tiro Federal         | 2:3         | San Martín             | 2:0 | 0:3    |
| Trinidad             | 4:2         | Atlético Unión         | 1:2 | 3:0    |
| Deportivo Guaymallén | 2:4         | Atenas                 | 1:1 | 1:3    |

- Los ganadores clasifican a la Fase final.

### Goleadores
| Jugador              | Jugador                | Goles | Equipo                 |
| -------------------- | ---------------------- | ----- | ---------------------- |
| Bandera de Argentina | Juan Vogliotti         | 12    | Atenas                 |
| Bandera de Argentina | Diego Villafañe        | 11    | Atlético Concepción    |
| Bandera de Argentina | Maximiliano Brocchetti | 11    | Sportivo Las Parejas   |
| Bandera de Argentina | Flavio Ciampichetti    | 9     | Defensores de Belgrano |
| Bandera de Argentina | Julio Acosta           | 9     | Liniers                |
| Bandera de Argentina | Darío Villán           | 9     | La Emilia              |
| Bandera de Argentina | Armando Mansilla       | 9     | Deportivo Madryn       |

## Fase final

### Primera fase
| Equipo Local Ida             | Resultado   | Equipo Visitante Ida   | Ida | Vuelta |
| ---------------------------- | ----------- | ---------------------- | --- | ------ |
| Deportivo Madryn             | 3:3(p: 4-5) | Atlético Huracán       | 2:3 | 1:0    |
| La Emilia                    | 2:2(p: 5-3) | Liniers                | 1:0 | 1:2    |
| Ferro Carril Sud             | 2:5         | Sportivo Las Parejas   | 2:3 | 0:3    |
| Atlético Famaillá            | 4:7         | Guaraní Antonio Franco | 3:2 | 1:5    |
| Atlético Colegiales          | 2:4         | Gimnasia y Tiro        | 1:0 | 1:4    |
| Sportivo Patria              | 1:4         | Central Norte          | 1:0 | 0:4    |
| Atlético Unión               | 2:1         | San Martín             | 0:0 | 2:1    |
| Atlético General Paz Juniors | 4:3         | Trinidad               | 2:2 | 2:1    |

- Los ganadores clasifican a la Segunda fase de la Fase final

### Segunda fase
Se disputa en una sola rueda (sin revancha) y todos contra todos. Ascenderán los primeros de cada zona a la Temporada 2010/11 del Torneo Argentino A y los dos segundos disputarán la promoción , el mejor segundo ante Villa Mitre y el peor segundo frente a Alumni, con definición de local y ventaja deportiva para los equipos del Torneo Argentino A.

#### Zona A
| \| Zona A \| \| \| \| \| \| \| Equipo \| PJ \| PG \| PE \| PP \| Pts. \| \| Douglas Haig \| 4 \| 2 \| 1 \| 1 \| 7 \| \| La Emilia \| 4 \| 2 \| 1 \| 1 \| 7 \| \| Atenas \| 4 \| 2 \| 1 \| 1 \| 7 \| \| Sportivo Las Parejas \| 4 \| 2 \| 0 \| 2 \| 6 \| \| Atlético Huracán \| 4 \| 0 \| 1 \| 3 \| 1 \| |    |    |    |    |      |
| Zona A |    |    |    |    |      |
| Equipo | PJ | PG | PE | PP | Pts. |
| Douglas Haig | 4  | 2  | 1  | 1  | 7    |
| La Emilia | 4  | 2  | 1  | 1  | 7    |
| Atenas | 4  | 2  | 1  | 1  | 7    |
| Sportivo Las Parejas | 4  | 2  | 0  | 2  | 6    |
| Atlético Huracán | 4  | 0  | 1  | 3  | 1    |

|  | Campeón. Ascendió al Torneo Argentino A. |
|  | Clasificado a la promoción.              |

#### Zona B
| \| Zona B \| \| \| \| \| \| \| Equipo \| PJ \| PG \| PE \| PP \| Pts. \| \| Central Norte \| 4 \| 3 \| 0 \| 1 \| 9 \| \| Atlético Unión[7] \| 4 \| 2 \| 1 \| 1 \| 7 \| \| General Paz Juniors[7] \| 4 \| 2 \| 1 \| 1 \| 7 \| \| Gimnasia y Tiro \| 4 \| 2 \| 0 \| 2 \| 6 \| \| Guaraní Antonio Franco \| 4 \| 0 \| 0 \| 4 \| 0 \| |    |    |    |    |      |
| Zona B |    |    |    |    |      |
| Equipo | PJ | PG | PE | PP | Pts. |
| Central Norte | 4  | 3  | 0  | 1  | 9    |
| Atlético Unión | 4  | 2  | 1  | 1  | 7    |
| General Paz Juniors | 4  | 2  | 1  | 1  | 7    |
| Gimnasia y Tiro | 4  | 2  | 0  | 2  | 6    |
| Guaraní Antonio Franco | 4  | 0  | 0  | 4  | 0    |

|  | Campeón. Ascendió al Torneo Argentino A. |
|  | Desempate.                               |

Desempate
| 6 de junio de 2010 | Atlético Unión                   | 2-1 (t.e.) | General Paz Juniors | Mario Sebastián Diez del Club Atlético Juventud Unida Universitario, San Luis |                           |
|                    | Quiroga 37' · Wary González 103' | Reporte    | Pizarro 77'         | Árbitro(s): Ariel Montero                                                     | Árbitro(s): Ariel Montero |

|  | Unión (VK) clasifica a la promoción. |

## Promociones de Ascenso
| Promoción 1                                                       | Promoción 1 | Promoción 1    | Promoción 1           | Promoción 1 | Promoción 1 |
| Local                                                             | Resultado   | Visitante      | Estadio               | Fecha       | Hora UTC-3  |
| ----------------------------------------------------------------- | ----------- | -------------- | --------------------- | ----------- | ----------- |
| Atlético Unión                                                    | 0 - 0       | Alumni         | 12 de Octubre         | 10 de junio | 14:15       |
| Alumni                                                            | 3 - 0       | Atlético Unión | Manuel Anselmo Ocampo | 13 de junio | 15:00       |
| Alumni permaneció en el Torneo Argentino A con un global de 3 - 0 |             |                |                       |             |             |

| Promoción 2 | Promoción 2 | Promoción 2 | Promoción 2 | Promoción 2 | Promoción 2 |
| Local | Resultado   | Visitante   | Estadio     | Fecha       | Hora UTC-3  |
| --- | ----------- | ----------- | ----------- | ----------- | ----------- |
| La Emilia | 0 - 0       | Villa Mitre | La Emilia   | 6 de junio  | 15:10       |
| Villa Mitre | 0 - 0       | La Emilia   | El Fortín   | 10 de junio | 15:00       |
| Villa Mitre permaneció en el Torneo Argentino A con un global de 0 - 0 (y ventaja deportiva por la división a la que pertenece) |             |             |             |             |             |

## Tabla de promedios
| Pos | Equipo                       | Puntos | PJ | Promedio |
| --- | ---------------------------- | ------ | -- | -------- |
| 1º  | Central Norte                | 60     | 28 | 2,143    |
| 2º  | Racing                       | 54     | 28 | 1,929    |
| 3º  | San Martín                   | 53     | 28 | 1,893    |
| 4º  | Atenas                       | 51     | 28 | 1,821    |
| 5°  | Guaraní Antonio Franco       | 51     | 28 | 1,821    |
| 6º  | Trinidad                     | 50     | 28 | 1,786    |
| 7º  | Gimnasia y Tiro              | 50     | 28 | 1,786    |
| 8º  | Atlético Unión               | 50     | 28 | 1,786    |
| 9º  | Atlético Huracán             | 35     | 20 | 1,750    |
| 10º | Sportivo Las Parejas         | 47     | 28 | 1,679    |
| 11º | Deportivo Madryn             | 35     | 20 | 1,650    |
| 12º | Liniers                      | 46     | 28 | 1,643    |
| 13º | Bella Vista                  | 44     | 28 | 1,571    |
| 14º | Douglas Haig                 | 44     | 28 | 1,571    |
| 15º | Deportivo Roca               | 31     | 20 | 1,550    |
| 16º | Juventud Alianza             | 43     | 28 | 1,536    |
| 17º | Defensores de Belgrano       | 42     | 28 | 1,500    |
| 18º | Atlético San Jorge           | 42     | 28 | 1,500    |
| 19º | La Emilia                    | 41     | 28 | 1,464    |
| 20° | Juventud Unida               | 41     | 28 | 1,464    |
| 21º | Chaco For Ever               | 41     | 28 | 1,464    |
| 22º | El Linqueño                  | 40     | 28 | 1,429    |
| 23º | Grupo Universitario          | 40     | 28 | 1,429    |
| 24º | 9 de Julio                   | 39     | 28 | 1,393    |
| 25° | Atlético Famaillá            | 39     | 28 | 1,393    |
| 26º | Atlético General Paz Juniors | 37     | 28 | 1,321    |
| 27º | Sportivo Patria              | 36     | 28 | 1,286    |
| 28º | Gimnasia y Esgrima           | 36     | 28 | 1,286    |
| 29º | Talleres                     | 36     | 28 | 1,286    |
| 30º | Bautista del Bono            | 36     | 28 | 1,286    |
| 31º | Deportivo Guaymallén         | 36     | 28 | 1,286    |
| 32º | Atlético Colegiales          | 35     | 28 | 1,250    |
| 33º | Boca Juniors                 | 25     | 20 | 1,250    |
| 34º | Atlético Policial            | 34     | 28 | 1,214    |
| 35º | Cruz del Sur                 | 23     | 20 | 1,150    |
| 36º | Tiro Federal                 | 32     | 28 | 1,146    |
| 37º | Ferro Carril Sud             | 31     | 28 | 1,107    |
| 38º | Textil Mandiyú               | 31     | 28 | 1,107    |
| 39º | Atlético Concepción          | 30     | 28 | 1,071    |
| 40° | Concepción FC                | 30     | 28 | 1,071    |
| 41º | Alvarado                     | 28     | 28 | 1,000    |
| 42º | Independiente (Neuquén)      | 20     | 20 | 1,000    |
| 43º | Independiente (Tandil)       | 27     | 28 | 0,964    |
| 44º | Defensores de Salto          | 25     | 28 | 0,893    |
| 45º | Real Arroyo Seco             | 23     | 28 | 0,821    |
| 46º | Atlético Argentino           | 20     | 28 | 0,714    |
| 47º | La Florida                   | 17     | 28 | 0,607    |
| 48º | Luján de Cuyo (*)            | -18    | 28 | -0,643   |

|     | |
|     | Los equipos que terminen en estas posiciones al final de este torneo jugarán una promoción de descenso con tres equipos del Torneo Argentino C.                                                        |
|     | Los equipos que terminen en estas posiciones al final de este torneo descenderán al Torneo Argentino C.                                                                                                |
| (*) | Luján de Cuyo había cosechado 24 puntos entre Torneo Apertura y Clausura, sin embargo el Consejo Federal lo sancionó con la quita de 42 puntos por no abonar el canon de contratación de los árbitros. |

## Promociones de Descenso
| Promoción 1                                                              | Promoción 1 | Promoción 1        | Promoción 1     | Promoción 1 | Promoción 1 |
| Local                                                                    | Resultado   | Visitante          | Estadio         | Fecha       | Hora UTC-3  |
| ------------------------------------------------------------------------ | ----------- | ------------------ | --------------- | ----------- | ----------- |
| Altos Hornos Zapla                                                       | 2 - 1       | Real Arroyo Seco   | Emilio Fabrizzi | 30 de mayo  | 16:00       |
| Real Arroyo Seco                                                         | 0 - 2       | Altos Hornos Zapla | Arroyo Seco     | 6 de junio  | 11:00       |
| Altos Hornos Zapla ascendió al Torneo Argentino B con un global de 4 - 1 |             |                    |                 |             |             |

| Promoción 2                                                           | Promoción 2 | Promoción 2         | Promoción 2 | Promoción 2 | Promoción 2 |
| Local                                                                 | Resultado   | Visitante           | Estadio     | Fecha       | Hora UTC-3  |
| --------------------------------------------------------------------- | ----------- | ------------------- | ----------- | ----------- | ----------- |
| Atlético Paraná                                                       | 2 - 1       | Defensores de Salto | Pedro Mutio | 30 de mayo  | 16:00       |
| Defensores de Salto                                                   | 2 - 3       | Atlético Paraná     | Salto       | 6 de junio  | 15:30       |
| Atlético Paraná ascendió al Torneo Argentino B con un global de 5 - 3 |             |                     |             |             |             |

| Promoción 3                                                                       | Promoción 3 | Promoción 3       | Promoción 3                | Promoción 3 | Promoción 3 |
| Local                                                                             | Resultado   | Visitante         | Estadio                    | Fecha       | Hora UTC-3  |
| --------------------------------------------------------------------------------- | ----------- | ----------------- | -------------------------- | ----------- | ----------- |
| Ferrocarril Oeste                                                                 | 0 - 3       | Independiente     | Coloso del Barrio Talleres | 30 de mayo  | 15:30       |
| Independiente                                                                     | 3 - 1       | Ferrocarril Oeste | San Martín                 | 6 de junio  | 15:30       |
| Independiente (Tandil) permaneció en el Torneo Argentino B con un global de 6 - 1 |             |                   |                            |             |             |